# Rosa Henson
María Rosa Luna Henson znana również jako Lola Rosa (ur. 5 grudnia 1927 w Pasay, zm. 18 sierpnia 1997 w Manili) – filipińska robotnica, ofiara niewolnictwa seksualnego, aktywistka, autorka wspomnień. Była pierwszą „kobietą pocieszycielką” pochodzącą z Filipin, która publicznie opowiedziała o swoich przeżyciach w japońskiej niewoli podczas wojny na Pacyfiku.

## Życiorys

### Okres przedwojenny
Urodziła się 5 grudnia 1927 roku w Pasay na wyspie Luzon. Była nieślubnym dzieckiem poczętym w wyniku gwałtu. Jej matka, Julia Luna, była córką ubogich robotników rolnych, którzy pracowali na plantacji ryżu i trzciny cukrowej w Pampang nieopodal miasta Angeles na wyspie Luzon. Jej ojciec, Pepe Henson, był właścicielem tej plantacji. Julia pracowała w jego domu jako służąca. Gdy zaszła w ciążę, plantator chcąc uniknąć skandalu opłacił przenosiny całej rodziny do Pasay.
Wychowywała się w Pasay pod opieką matki i dziadków. Ojca, który w tym czasie zapewniał środki na ich utrzymanie, poznała dopiero, gdy miała 3 lata. W wieku 7 lat rozpoczęła naukę w katolickiej szkole St. Mary’s Academy (prowadzonej przez zakonnice). Jej marzeniem było zostać lekarką.

### II wojna światowa
W grudniu 1941 roku, kilkanaście dni po ataku na Pearl Harbor, wojska japońskie wylądowały na Luzonie. Na wieść o inwazji Rosa wraz z matką i innymi członkami rodziny uciekła w okolice Norzagaray. W styczniu 1942 roku, na wieść, iż Manilę ogłoszono „miastem otwartym”, powróciły jednak do domu.
W lutym 1942 roku, gdy zbierała drewno na opał w okolicach Fortu William McKinley, została napadnięta i zgwałcona przez japońskiego oficera i dwóch żołnierzy. Kilka tygodni później w podobnych okolicznościach została uprowadzona i zgwałcona przez tego samego oficera – tym razem na oczach wujów i sąsiadów. Po tym wydarzeniu matka postanowiła zabrać ją do swojej rodziny w Pampang. Tam za namową kuzyna matki wstąpiła do Hukbalahap – antyjapońskiej, prokomunistycznej partyzantki. Jej zadaniem było zdobywanie medykamentów, żywności i odzieży dla partyzantów. Na co dzień, aby wspomóc matkę, pracowała, pomagając podczas zbiorów na okolicznych farmach.
W kwietniu 1943 roku, gdy wraz z kilkoma towarzyszami uczestniczyła w transporcie broni, została zatrzymana przez japońskich żołnierzy na jednym z punktów kontrolnych w Angeles. Zabrano ją do koszar urządzonych w gmachu przedwojennego szpitala, gdzie Japończycy przetrzymywali już sześć innych kobiet. Stała się w ten sposób japońską niewolnicą seksualną. Każdego dnia była gwałcona przez około 10–20, a czasami nawet 30 żołnierzy. Nierzadko była przy tym bita i maltretowana. Pozostałe kobiety każdego miesiąca w okresie menstruacji mogły liczyć na krótkotrwałą przerwę w gwałtach, jednakże 15-letnia Rosa, która nie zaczęła jeszcze miesiączkować, była zmuszona nieustannie przyjmować żołnierzy. W pewnym momencie zachorowała na malarię, jednakże była gwałcona przez żołnierzy nawet wtedy, gdy doświadczała jej ataków. Gwałcił ją nawet japoński lekarz, którego zadaniem było regularne badanie stanu zdrowia kobiet. Pewne względy okazywał jej tylko kapitan nazwiskiem Tanaka. Na skutek nieustannych gwałtów zaszła w ciążę, lecz poroniła.
Była więziona przez Japończyków przez około 9 miesięcy. Z jej wspomnień wynika, że w styczniu 1944 roku podsłuchała rozmowę Tanaki z jego przełożonym, podczas której omawiano plany pacyfikacji jej rodzinnej wsi. Gdy zauważyła jednego z sąsiadów, który przypadkowo przechodził pod budynkiem, w którym była przetrzymywana, miała go ostrzec o planach okupanta. Mieszkańcy wioski zdołali uciec na czas, lecz w konsekwencji Rosa została oskarżona o szpiegostwo i poddana torturom. Szczęśliwym trafem kolejnej nocy bojownicy Hukbalahap zaatakowali areszt, by uwolnić swoich uwięzionych towarzyszy. Zabrali ze sobą również Rosę, lecz ze względu na fakt, iż była nieprzytomna, porzucili ją na poboczu drogi, gdzie niedługo później przypadkowo odnalazła ją jej kuzynka.
Minęło wiele miesięcy, nim doszła do siebie pod względem fizycznym i psychicznym. W ostatnim okresie wojny kilkukrotnie uniknęła śmierci z rąk Japończyków.

### Losy powojenne
Po zakończeniu okupacji wraz z matką przeniosła się do Angeles, gdzie obie pracowały jako praczki przy miejscowej bazie wojskowej. Wkrótce poznała starszego o dwa lata filipińskiego żołnierza o imieniu Domingo, którego poślubiła we wrześniu 1945 roku. Wyznała mężowi, iż w czasie okupacji została zgwałcona, nie wyjawiła jednak, że przez wiele miesięcy była niewolnicą seksualną.
Po zwolnieniu do cywila Domingo pracował jako niewykwalifikowany robotnik. Rodzina żyła w bardzo skromnych warunkach. Mieszkali najpierw w Angeles, skąd później przenieśli się do Pasay, a następnie do Santa Cruz. W 1947 roku urodziła się im córka Rosalinda, a dwa lata później druga córka – Rosario. Rosa nadal zmagała się dolegliwościami fizycznymi i psychicznymi, powstałymi na skutek tortur i gwałtów. Obrażenia, które odniosła, spowodowały m.in. permanentne problemy z mową oraz częsty ślinotok. Dręczyły ją senne koszmary. Nie była także w stanie nawiązać w pełni satysfakcjonującej relacji seksualnej z mężem.
Wiosną 1950 roku Domingo został uprowadzony przez członków Hukbalahap, walczących teraz z prozachodnim rządem Filipin. Mimo że został przymusowo wcielony w szeregi partyzantki, wkrótce awansował na dowódcę oddziału. W marcu 1951 roku sprowadził Rosę do swojej bazy w górach, skąd jednak uciekła po trzech miesiącach. W grudniu 1951 roku urodziła Domingowi trzecie dziecko, syna Jesusa. Nie zobaczyła więcej męża, który w listopadzie 1953 roku zginął w starciu z filipińską armią.
Musząc samotnie utrzymać troje dzieci, pracowała jako praczka, prasowaczka i krawcowa. W 1957 roku zatrudniła się w fabryce papierosów La Suerte w Pasay. W 1991 roku przeszła na emeryturę.

### Pisarka i aktywistka
W marcu 1992 roku utworzono koalicję filipińskich organizacji kobiecych o nazwie Task Force on Filipino Comfort Women (TFFCW). Postawiła ona sobie za cel przywrócenie pamięci o cierpieniach filipińskich „pocieszycielek”, uzyskanie dla nich przeprosin i odszkodowania ze strony rządu Japonii, a także zapewnienie ocalałym wsparcia ze strony państwa filipińskiego. Rozpoczęto poszukiwania żyjących jeszcze ofiar. Usłyszawszy w radiu apel TFFCW, Henson zdecydowała się przerwać milczenie. 18 września 1992 roku jako pierwsza Filipinka odpowiedziała publicznie o swoich cierpieniach, zachęcając jednocześnie inne ofiary do publicznego zabrania głosu. Stwierdziła wtedy m.in.:

Nasze życia zostały zmarnowane przez Japończyków. Byłyśmy traktowane jak zwierzęta. Japonia powinna przynajmniej za to przeprosić.

Wystąpienie Henson stało się katalizatorem dla powstania ruchu społecznego na rzecz filipińskich ofiar japońskiego niewolnictwa seksualnego. Jej przykład zachęcił inne ofiary, by opowiedziały publicznie o swoich doświadczeniach. Wkrótce powstała także zrzeszająca je organizacja o nazwie Lila Pilipina.
Jej wystąpienie miało także następstwa wykraczające poza granice Filipin. O ile bowiem wcześniej historia „kobiet do towarzystwa” rzutowała przede wszystkim na dwustronne relacje Japonii z Republiką Korei, o tyle wystąpienie Henson – w połączeniu z upublicznionym dwa miesiące później świadectwem Jan Ruff O’Herne – sprawiło, że stała się ona po raz pierwszy przedmiotem zainteresowania międzynarodowej opinii publicznej.
W kolejnych latach uczestniczyła w kampaniach na rzecz ofiar gwałtów wojennych, w tym w szczególności w działaniach mających na celu uzyskanie oficjalnych przeprosin i odszkodowania ze strony rządu Japonii dla ocalałych ofiar przymusowej prostytucji. Udzielała wywiadów dla prasy, zeznawała przed filipińskim Senatem, brała udział w międzynarodowych konferencjach (m.in. w Tokio i Berlinie). Uczestniczyła także w demonstracjach organizowanych pod ambasadą Japonii w Manili oraz proteście, który odbył się w trakcie wizyty japońskiego premiera Tomiichiego Murayamy. W kwietniu 1993 roku wraz z Julią Poras w imieniu osiemnastu byłych filipińskich „kobiet do towarzystwa” złożyły przed sądem w Tokio pozew przeciwko rządowi Japonii, domagając się odszkodowania w wysokości 360 mln jenów.
Yuki Shiga-Fujime, profesor historii na Uniwersytecie w Kioto, zachęciła Henson do spisania wspomnień, a następnie pomogła w ich edycji i przetłumaczyła na język japoński. W styczniu 1996 roku zostały one wydane w Japonii. W tym samym roku Philippine Center for Investigative Journalism wydało je na Filipinach pod tytułem Comfort Woman: Slave of Destiny. Kolejne anglojęzyczne wydanie, tym razem pod tytułem Comfort Woman: A Filipina’s Story of Prostitution and Slavery under the Japanese Military zostało wydane w 1999 roku przez wydawnictwo Rowman and Littlefield w ramach serii Asian Voices Series.
W 1996 roku Asian Women’s Fund zaoferował Henson zadośćuczynienie o równowartości około 19 tys. dolarów. Otrzymała również list z przeprosinami podpisany przez premiera Japonii Ryūtarō Hashimoto. Potrzebując funduszy na opiekę medyczną oraz pragnąc wesprzeć finansowo swoje dzieci i ich rodziny, zaakceptowała japońską ofertę. Fakt, iż przyjęła pieniądze wypłacone przez formalnie prywatny fundusz, nie zaś bezpośrednio przez rząd Japonii, wzbudził kontrowersje wśród innych ocalałych.
Trzy lata wcześniej na skutek pożaru straciła dom wraz z niemal całym majątkiem zgromadzonym w ciągu kilkudziesięciu lat pracy. Pieniądze otrzymane od Asian Women’s Fund zużytkowała m.in. na budowę nowego, niewielkiego domu w Manili. Po śmierci najstarszej córki Rosalindy doznała udaru, a jej stan zdrowia zaczął odtąd systematycznie się pogarszać.
Zmarła na atak serca 18 sierpnia 1997 roku w Manili.